# Alnetoidia sapporensis
Alnetoidia sapporensis är en insektsart som först beskrevs av Matsumura 1932.  Alnetoidia sapporensis ingår i släktet Alnetoidia och familjen dvärgstritar. Inga underarter finns listade i Catalogue of Life.